# Danaea chococola
Danaea chococola är en kärlväxtart som beskrevs av Christenh.. Danaea chococola ingår i släktet Danaea, och familjen Marattiaceae. Inga underarter finns listade i Catalogue of Life.